# Mattawa (Washington)
Mattawa es una ciudad situada en el condado de Grant, estado de Washington, Estados Unidos. Tiene una población estimada, a mediados de 2021, de 3627 habitantes.
Prácticamente la totalidad de la población es de origen hispano o latino.

## Geografía
La localidad está ubicada en las coordenadas 46°44′11″N 119°54′19″O / 46.73639, -119.90528 (46.736444, -119.905376).

## Demografía

### Censo de 2020
Según el censo de 2020, en ese momento la ciudad tenía 3335 habitantes. La densidad de población era de 1297.67 hab./km². El 11.03% de los habitantes eran blancos, el 0.57% eran afroamericanos, el 1.41% eran amerindios, el 0.12% eran asiáticos, el 0.06% eran isleños del Pacífico, el 68.25% eran de otras razas y el 18.56% eran de una mezcla de razas. Del total de la población, el 96.55% eran hispanos o latinos de cualquier raza.

### Censo de 2000
Según la Oficina del Censo, en 2000 los ingresos medios de los hogares de la localidad eran de $31,964 y los ingresos medios de las familias eran de $25,921. Los hombres tenían ingresos medios por $13,669 frente a los $13,333 que percibían las mujeres. Los ingresos per cápita para la localidad eran de $7,510. Alrededor del 34.4% de la población estaba por debajo del umbral de pobreza.

### Estimación 2017-2021
De acuerdo con la estimación 2017-2021 de la Oficina del Censo, los ingresos medios de los hogares de la localidad son de $45,938 y los ingresos medios de las familias son de $44,429. Alrededor del 16.5% de la población está por debajo del umbral de pobreza.